# Národní zahrada Tabachnik

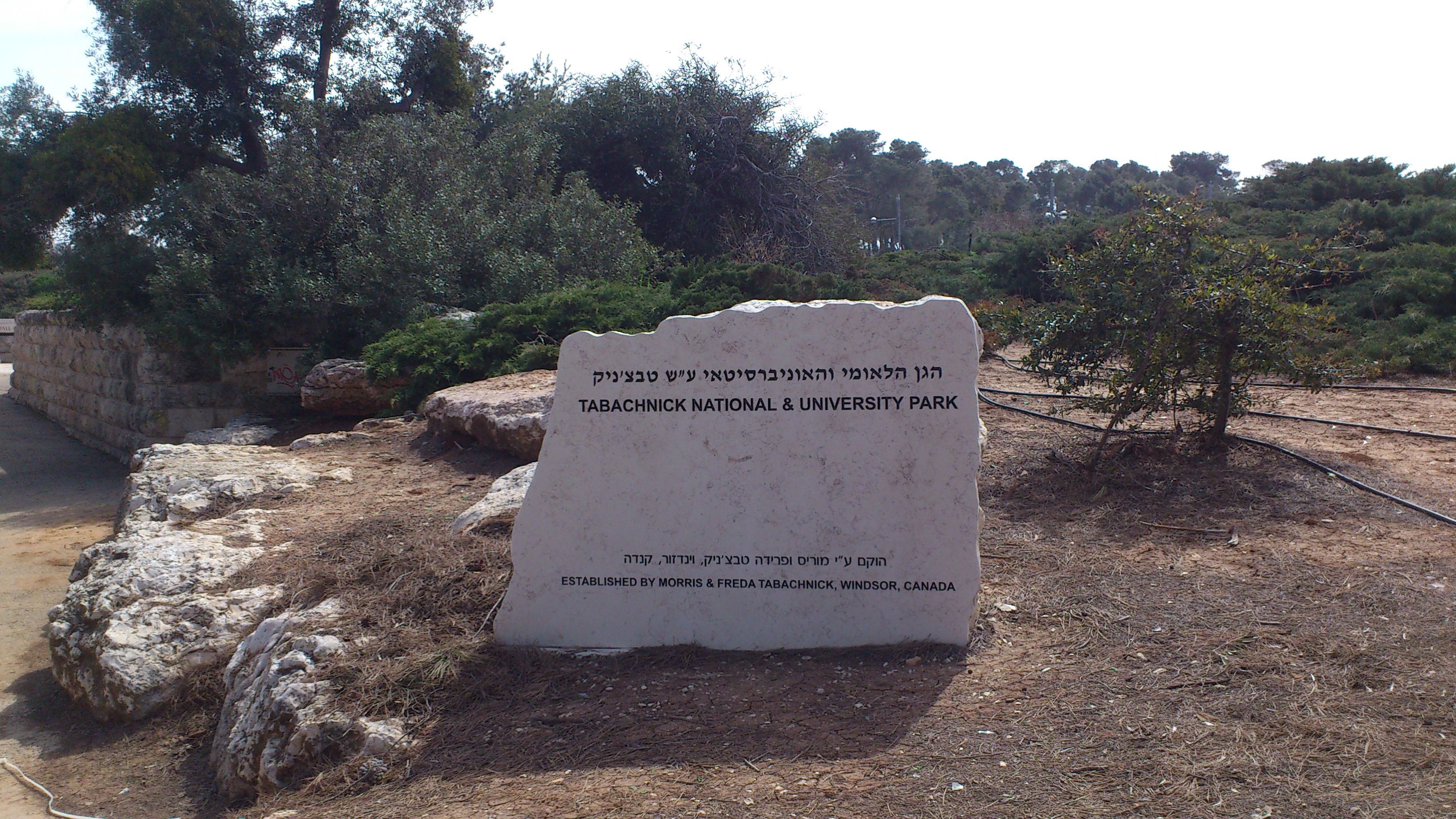

Národní zahrada Tabachnik je národní a archeologický park nacházející se v jižní části hory Skopus v Jeruzalémě. V parku se nachází pamětní zeď pro studenty Hebrejské univerzity v Jeruzalémě, kteří padli při obraně státu Izrael. a dva malé hřbitovy: Herbert Bentwich a Jeruzalém American Colony. V zahradě je mnoho židovských pohřebních jeskyní.

## Fotogalerie

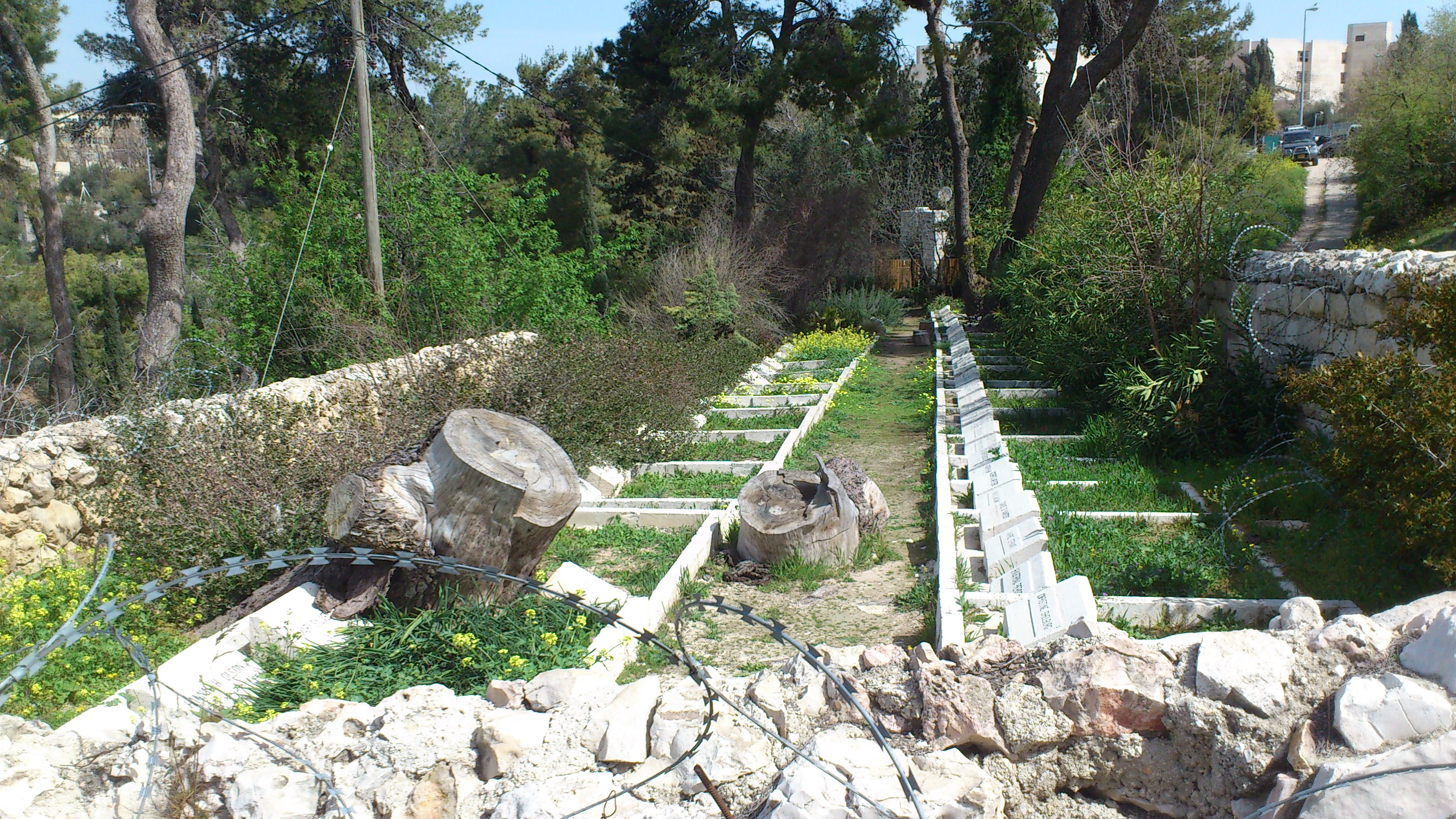
Hřbitov Jerusalem American Colony
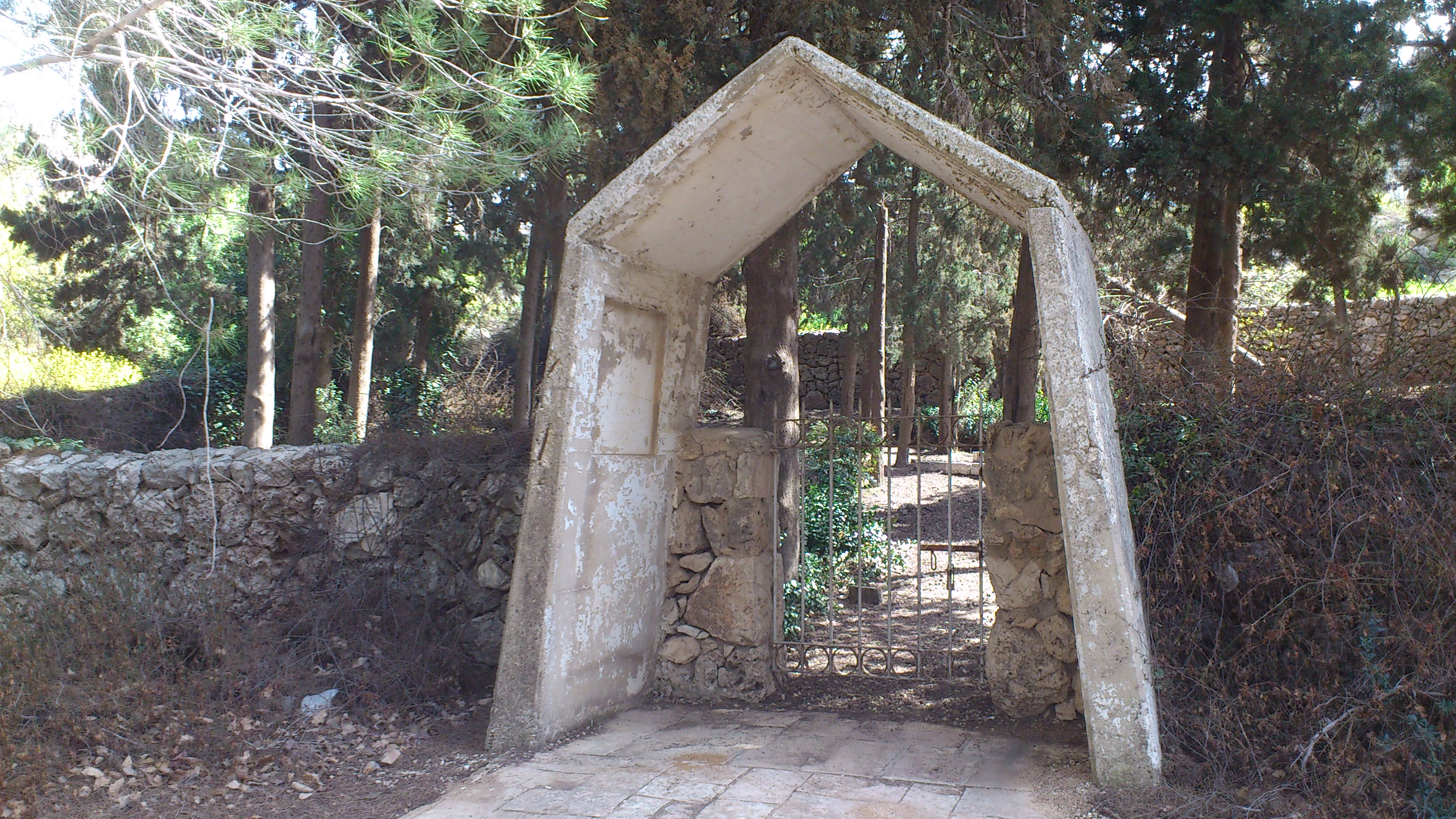
Bentwich hřbitov
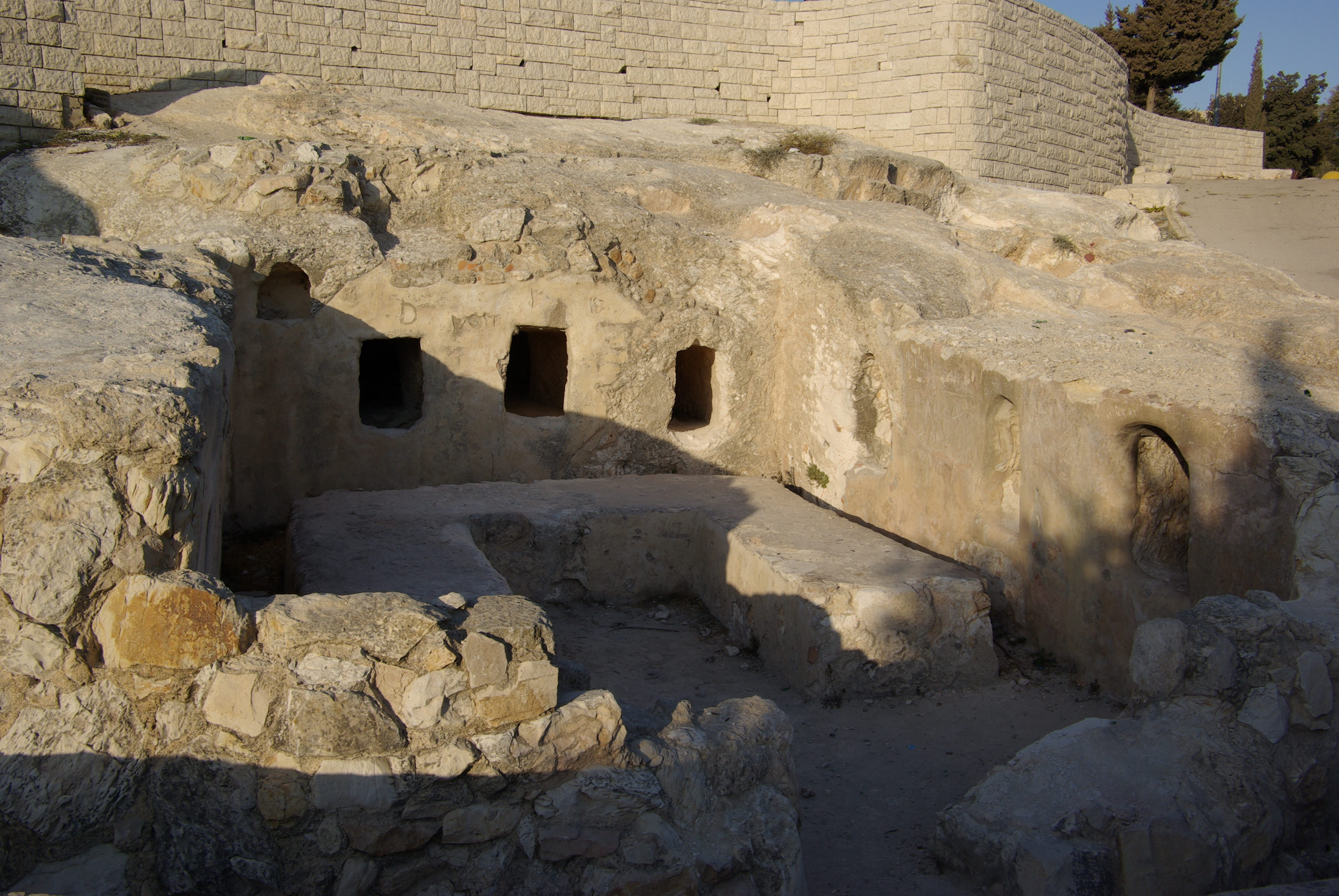
Židovské pohřební jeskyně